# 보비 싱어
보비 싱어(Bobby singer)는 미국 CW방송국의 드라마 《수퍼내추럴》에 등장하는 사냥꾼이다. 시즌 1의 22화부터 첫 등장하여 현재 시즌 8의 19화에서 마지막 등장하였다. 존 윈체스터가 죽고 나서 윈체스터 형제들을 아버지처럼 도와주고 사랑해준다. 배우 짐 비버가 연기하였고, 캐릭터의 이름은 수퍼내추럴 감독 로버트 싱어에서 따 왔다.